# Jean Schaack
Johann (Jean) Schaack (Walferdange, 28 mei 1895 – Luxemburg-Stad, 24 september 1959) was een Luxemburgs kunstschilder en tekenaar.

## Leven en werk
Jean Schaak was een zoon van de smid Nicolas Schaack en Anna Didier. Met Joseph Kutter, Jean Noerdinger en Auguste Trémont bezocht hij de École d'artisans de l'État, waar zij les kregen van Pierre Blanc, Ferdinand d'Huart en Eugène Kurth. Hij vervolgde zijn opleiding aan de academie in Straatsburg en de kunstacademie van München en maakte meerdere reizen door Europa. Terug in Luxemburg was hij vanaf 1927 tekenleraar op verschillende scholen, tot hij in 1940 werd aangesteld aan het Athénée de Luxembourg.
De kunstenaar schilderde vooral landschappen en portretten, maar ook bloemen en naakten en een enkel mythologisch of bijbels tafereel. Hij maakte daarnaast ex libris en affiches. Hij was lid van de kunstenaarsvereniging Cercle Artistique de Luxembourg (CAL) en exposeerde van 1914 tot 1951 op de Salon du CAL. In 1922 ontvingen hij en Joseph Kutter de Prix Grand-Duc Adolphe. In 1927 verlieten meerdere kunstenaars, onder wie Claus Cito, Nico Klopp, Joseph Kutter, Jemp Michels, Harry Rabinger en Auguste Trémont de CAL, omdat zij vonden dat de CAL de moderne kunst te weinig vertegenwoordigde, ook Schaack was onderdeel van deze Luxemburgse Sezession. De groep organiseerde een aantal eigen tentoonstellingen. In 1930 volgde verzoening en voegden zij zich weer bij de CAL, het jaar erop werd Schaack bestuurslid. Hij had solo-exposities in onder andere Galerie Menn (1931) en Galerie Bradtké (1932, 1938).
Schaack won ontwerpwedstrijden voor affiches voor het Rode Kruis (1930), de Union Adolphe (1934) en de Luxemburger Nationalen Wohlfahrtslotterie (1938). Hij ontving een gouden medaille op de wereldtentoonstelling van 1935 in Brussel en een bronzen medaille op de wereldtentoonstelling van 1937 in Parijs. Zijn werk is opgenomen in de collecties van Villa Vauban en het Musée national d'archéologie, d'histoire et d'art (MNAHA). Het MNAHA heeft ruim 350 van zijn werken in de collectie, waaronder meer dan twintig zelfportretten.
Jean Schaak was getrouwd met Régine Moes, zij kregen twee kinderen. Hij overleed op 64-jarige leeftijd in de Zithakliniek in Luxemburg-Stad. Ter gelegenheid van de 25e sterfdag in 1985 organiseerde Villa Vauban een retrospectief.

## Enkele werken
- 1919 zelfportret in zijn studio in München, olieverf op doek, collectie MNHA
- 1921 San Marcoplein in Venetië, inkttekening, collectie MNHA
- 1927 zicht op Luxemburg-Stad vanaf Grund, waterverf, collectie MNHA
- 1929 portret van Käthe Kollwitz, prent, collectie MNHA
- 1929 zelfportret met palet, olieverf op doek, collectie Villa Vauban
- 1931 haven van Calvi met de citadel, olieverf op doek, collectie MNHA
- 1938 de burcht Brandenbourg, olieverf op doek, collectie MNHA
- 1941 de ruïnes van het kasteel van Vianden, olieverf op doek, collectie MNHA
- 1949 illustraties (inkttekeningen) voor Histoire du droit dans le Grand-Duché de Luxembourg van Nicolas Majerus.
- portretten van Paul Henkes, Léon Thyes, Nik Welter en Pierre Winter

- Gemeinsame Normdatei: 174267584
- International Standard Name Identifier: 0000 0003 6991 1438
- Library of Congress Control Number: no2014016448
- Musée national d'archéologie, d'histoire et d'art: lkl000149
- Système universitaire de documentation: 176916172
- Virtual International Authority File: 249204497
- WorldCat: E39PBJwXb3pfR7byv7HmCqXDbd